# L.A.-kvartetten
L.A.-kvartetten är fyra romaner av författaren James Ellroy vilka utgavs i USA 1987 till 1992. Dessa verk är, i tur och ordning, Den svarta dahlian (1987), Den stora tomheten (1988), L.A. Konfidentiellt (1990) samt Vit jazz (1992). Samtliga romaner har översatts till svenska. 

## Handling och teman
De fyra romanerna utspelar sig från 1946 till 1959. Verkliga brott och personer i Los Angeles vävs samman med fiktiva dito. Flera personer förekommer i minst två eller flera av böckerna (se lista nedan) medan huvudpersonerna i varje bok varierar. Genomgående tema är hur några poliser, av olika skäl, ofta blir djupt engagerade i brott och inleder en självförbrännande jakt. Mordet i den första romanen bygger på en verklig händelse och även andra händelser såsom "blodiga julen" i L.A. Konfidentiellt (roman) ägde rum i verkligheten. 

## Genomgående huvudpersoner
- Dudley Smith - Fiktiv person. Kommissarie, senare överkommissarie. Irländaren Smith är en djupt korrumperad och brutal ärkekonservativ som ofta lyckas charmera omgivningen med sitt vinnande sätt. Han förekommer som en av de främsta huvudpersonerna i de tre senare romanerna men förekommer redan i den första.
- Ellis Loew - Fiktiv person. Chefsåklagare som håller sig kvar i ämbetet med smutsiga metoder. Inför allmänheten mån om ämbetets rykte och därmed opportunistisk. Kallas av poliserna omkring honom ofta "judepojken" p.g.a. sin börd.
- Turner "Buzz" Meeks - Fiktiv person. Korrumperad f d polis som efter avsked jobbar åt miljardären Howard Hughes som livvakt och fixare. Utför liknande tjänster åt Mickey Cohen. En mångtydig karaktär som med tiden uppvisar viss idealism, särskilt då han åter tas till nåder av polisen.
- Terry Lux - Fiktiv person. Plastikkirurg som ofta har ett finger med i spelet i nästan samtliga historier. Mindre nogräknad med sina patienter bara han får betalt.
- Russel Millard - Fiktiv person. Kommissarie. Ogillar våld och har ännu något av idealism i sitt yrkesutövande. Smiths motsats.
- Mickey Cohen - Verklig person. Los Angeles gangsterkung som har mängder med poliser och andra nyckelpersoner på sin avlöningslista. Utsätts för flera mordförsök och hamnar även i fängelse. Skildras dock inte som en nattsvart karaktär.
- Johnny Stompanato - Verklig person. Cohens högra hand. Har på sätt och viss en viss nyckelroll i några av romanerna.
- Howard Hughes - Verklig person. Miljardär, flygplanskonstruktör, pilot, filmmagnat och en hel del annat. Vid denna tid har Hughes ännu inte urartat till den excentriske eremit han senare blev. Ellroy återkommer senare till honom i trilogin om amerikas undre värld.